# Mari Eder
Mari Eder, född Laukkanen, född 9 november 1987 i Eno, är en finländsk skidskytt som avslutat sin tävlingskarriär. Hon tävlade i världscupen åren 2007–2023 och deltog under karriären i fyra olympiska spel.

## Världsmästerskap
Eders högsta placering i ett världsmästerskap var en fjärde plats i distansloppet under VM i Hochfilzen 2017. 

## Världscupen
Eder har vunnit två världscuplopp. Båda vinsterna kom i mars 2017 i Holmenkollen. Säsongen 2016–2017 var Eders bästa säsong. Hon slutade då på 26:e plats. I världscupen är Eders bästa resultat två vinster, båda i Holmenkollen säsongen 2016–2017. Säsongen 2014–2015 tog hon flera höga placeringar, bland annat två femteplatser i sprint.

## Olympiska spelen
Eder har deltagit i fyra olympiska spel. Första gången i Vancouver 2010, därefter i Sotji 2014, Pyeongchang 2018 och Peking 2022. 
I Vancouver 2010 var hennes bästa resultat 43:a i distansloppet. I Sotji var hennes högsta placering en 36:e plats i sprinten. I Pyeongchang 2018 placerade hon sig i par med Krista Pärmäkoski på en femte plats i längdskidåkningens sprintstafett, vilket blev hennes bästa resultat under spelen. I Peking 2022 blev hon 28:e i sprinten, vilket kom att bli hennes högsta olympiska placering i skidskytte.

## Höga placeringar i Världscupen och Världsmästerskapen
| Plats         | Säsong    | Placering | Land      | Disciplin |
| ------------- | --------- | --------- | --------- | --------- |
| Oslo          | 2016/2017 | 1         | Norge     | Sprint    |
| Oslo          | 2016/2017 | 1         | Norge     | Jaktstart |
| Kontiolax     | 2013/2014 | 3         | Finland   | Sprint    |
| Hochfilzen VM | 2017      | 4         | Österrike | Distans   |
| Oberhof       | 2014/2015 | 5         | Tyskland  | Sprint    |
| Ruhpolding    | 2014/2015 | 5         | Tyskland  | Sprint    |
| Oslo          | 2016/2017 | 6         | Norge     | Masstart  |
| Pokljuka      | 2013/2014 | 9         | Slovakien | Sprint    |
| Ruhpolding    | 2012/2013 | 10        | Tyskland  | Sprint    |
| Pokljuka      | 2014/2015 | 11        | Slovakien | Sprint    |
| Anterselva    | 2016/2017 | 11        | Italien   | Distans   |
| Oslo          | 2011/2012 | 14        | Norge     | Jaktstart |
| Nové Město    | 2016/2017 | 15        | Tjeckien  | Jaktstart |
| Ruhpolding VM | 2012      | 15        | Tyskland  | Sprint    |
| -             | -         | -         | -         | -         |

## Statistik i skyttet
|  | Statistik                     | 11/12 | 10/11 | 09/10 | 08/09 | 07/08 | 06/07 | 05/06 | 04/05 |
|  | Skyttestatistik (Världscupen) | 75%   | 72%   | 70%   | 61%   | 81%   | -     | -     | -     |
|  | Liggande                      | 81%   | 75%   | 71%   | 62%   | 82%   | -     | -     | -     |
|  | Stående                       | 68%   | 68%   | 70%   | 60%   | 80%   | -     | -     | -     |